# HSG Düsseldorf

HSG Düsseldorf fue un club de balonmano de la localidad de Düsseldorf, Alemania, que se fundó en el año 2000.
El HSG Düsseldorf compitió en la Bundesliga, al igual que en la Copa Alemana de Balonmano. Desapareció tras quedar último en la 2.Bundesliga en 2016 y no poder mantenerse en competición.

## Sitio oficial
- Sitio Oficial del HSG Düsseldorf (en alemán)

- Datos: Q296927